# Cambridgea turbotti
Cambridgea turbotti är en spindelart som beskrevs av Forster och Wilton 1973. Cambridgea turbotti ingår i släktet Cambridgea och familjen Stiphidiidae. Inga underarter finns listade.